# Лиланд (Северна Каролина)
Лиланд (енгл. Leland) град је у америчкој савезној држави Северна Каролина.

## Демографија
По попису из 2010. године број становника је 13.527, што је 11.589 (598,0%) становника више него 2000. године.
| Група             | 2000.         | 2010.          |
| Белци             | 1.471 (75,9%) | 11.020 (81,5%) |
| Афроамериканци    | 314 (16,2%)   | 1.356 (10,0%)  |
| Азијати           | 4 (0,2%)      | 201 (1,5%)     |
| Хиспаноамериканци | 86 (4,4%)     | 662 (4,9%)     |
| Укупно            | 1.938         | 13.527         |